# Cooties
Cooties (lit.: Piojos; Dulces criaturas en España e Infectados en Hispanoamérica) es una película estadounidense de comedia de terror dirigida por Jonathan Milott y Cary Murnion, escrita por Ian Brennan y Leigh Whannell. La película está protagonizada por Elijah Wood, Alison Pill, Rainn Wilson, Jack McBrayer, Jorge García, Morgan Lily, Nasim Pedrad, Leigh Whannell y Peter Kwong. 
La película tuvo su estreno mundial en el festival de Cine de Sundance el 18 de enero de 2014 antes de ser liberada el 18 de septiembre de 2015 por Lionsgate.

## Sinopsis
Un misterioso brote de virus infecta los nuggets de pollo de la cafetería de una escuela primaria afectando a los niños, quienes se convierten en unos pequeños despiadados y salvajes monstruos caníbales asesinos. Por lo tanto, los profesores de la escuela deben unirse y enfrentarse a sus monstruosos alumnos con fin de escapar de esa carnicería escolar.

## Reparto
- Elijah Wood como Clint Hadsonn
- Alison Pill como Lucy McCormick
- Rainn Wilson como Wade Johnson
- Morgan Lily como Tamra
- Jack McBrayer como Tracy Lacey
- Nasim Pedrad como Rebecca Halverson
- Leigh Whannell como Doug
- Jorge García como Rick
- Peter Kwong como el Sr. Hatachi
- Sunny May Allison como Shelly Linker (líder niña zombi)
- Armani Jackson como Calvin
- Cooper Roth como Patriot
- Miles Elliot como Dink
- Aiden Lovekamp como Racer Dropkins
- Ian Brennan como el Director Simms
- Nikita Ager como la mamá de Patriot
- Tammy Baird como la Sra. Birk

## Producción
Cooties fue producida por la productora de Elijah Wood, SpectreVision y la compañía de Tove Christensen, Glacier Films. Entre los productores ejecutivos se encuentran Leigh Whannell, Seth William Meier e Ian Brennan.

### Rodaje
El rodaje de la película comenzó el 15 de julio de 2013 en Los Ángeles, California. Glacier Flims produjo la película, en septiembre de 2014, se anunció que habían filmado un final alternativo para la película que fue pagado por Lionsgate. El nuevo final se estrenó en el Festival de Cine de Stanley.

### Banda sonora
La banda sonora de la película, compuesta por Kreng, fue lanzada el 18 de septiembre de 2015 por Milan Records, disponible en descarga digital y en formatos físicos de CD.

### Comercialización
El 30 de abril de 2015, se lanzaron dos carteles teaser de la película. El 20 de mayo de 2015, se estrenó el tráiler oficial de Cooties.

## Lanzamiento y recepción
Cooties se estrenó el 18 de enero de 2014 en el Egyptian Theatre de Park City, Utah, durante el Festival de Cine de Sundance de 2014, donde fue seleccionado para ser presentado en el programa "Park City at Midnight". La fecha de lanzamiento prevista originalmente en Estados Unidos fue el 10 de octubre de 2014. 
La película tuvo su estreno en el Festival de Cine de Stanley el 30 de abril de 2015 con el final alternativo. La película fue lanzada en el Festival Internacional de Cine Fantástico el 17 de julio de 2015. Tuvo su estreno en Los Ángeles, el 3 de septiembre de 2015 en el SpectreFest. También fue seleccionado para estrenarse en el Festival de Cine de Sitges, el 10 de octubre de 2015.

### Inicios medios
La película fue estrenada directo al vídeo en el Reino Unido, el 12 de octubre de 2015 y en Alemania, el 15 de octubre de 2015.

## Taquilla
Cooties fue estrenada en los Estados Unidos el 18 de septiembre de 2015 con una versión limitada y por medio de vídeo a pedido por Lionsgate. Se estrenó en 29 localizaciones, donde se colocó en el puesto 61.º con $33.031. Se vio con una fuerte caída del 77% en su segundo fin de semana con una recaudación de fin de semana de $7.545 a partir de 20 lanzamientos con un total acumulado de $55.749.
La película también se estrenó en Rusia el mismo fin de semana, donde llegó a estar en el séptimo lugar con un total de fin de semana de $113,995 en 695 lanzamientos (pero con una baja de $164 por medio de la pantalla).
Se estrenó en Malasia el 23 de septiembre de 2015, debutando en el octavo lugar con una recaudación de $5.381 a partir de 40 lanzamientos. Al día siguiente la película recaudo en total en Malasia ($22.321 a partir de 40 lanzamientos), Tailandia ($57.024 a partir de 62 lanzamientos), y Ucrania ($6.109 de 44 lanzamientos).
Al 30 de septiembre de 2015, la película cuenta con un interior de recaudación de $55.749 y una recaudación internacional de $204.739 para tener una recaudación mundial de $260.542.

## Crítica
Cooties recibió críticas mixtas de los críticos de cine. Rotten Tomatoes le dio una calificación de sitio web de revisión de 43% basado en 37 revisiones, con una calificación promedio de 5.2/10. El consenso crítico dice: "Una comedia de terror sin suficiente de cualquiera, Cooties es fatalmente un contenido a patinar con su premisa integrante de bichos raros". En Metacritic, la película mantiene una calificación de 49 sobre 100, basado en 21 críticos, lo que indica "críticas mixtas o promedio".
Aunque la película recibió críticas mixtas, Kyle Burton, de Indiewire, le dio a la película un B+ y dijo: "El gore solo puede ir tan lejos en el servicio del humor". Afortunadamente, el equipo detrás de Cooties, que incluye al cocreador de Saw, Leigh Whannell y al creador de Glee, Ian Brennan, se encargaron de administrar para unir la comedia y el horror en un paquete satisfactorio. Con las caras cómicas que aparecen, Cooties podría llegar a mayor audiencia que otra obra de culto similar.
Según algunos críticos, es el mejor juego de locura zombi reciente, y aunque no este tan bien programado como Zombieland, tiene el potencial para que coincida con el éxito de la película con una versión lo suficientemente amplia.
Peter Debruge, de Variety, dio a la película una crítica agridulce y dijo: "Círculo, círculo, piquete, piquete... Un patio de escuela lleno de mordedores de tobillos que desarrollan un gusto genuino por la carne en Cooties, una irreverente zom-com fuera de color, que se apodera de la lacra de los parques infantiles de todo el mundo, cuando un brote espontáneo de canibalismo y gérmenes que inducen la descomposición del cerebro estalla dentro de la escuela primaria de un pueblo pequeño. Contada desde la perspectiva de los profesores, esta película se siente incorrecta de muchas maneras, mostrando a un grupo de adultos irresponsables golpeando y aporreando a su manera a un grupo de niños infectados con el fin de salvarse a sí mismos".
Adquirida por Lionsgate en Sundance, la película debería beneficiarse enormemente de una de las inteligentes campañas de marketing de esta distribuidora.